# Серех
Серех је назив за правоугаони симбол коришћен у хералдици Старог Египта. Симбол представља стилизовану фасаду палате, у којој је исписано име фараона. То је најранија конвенција за истицање имена фараона у египарској иконографији. 
Први примери употребе сереха потичу из 3400. година п. н. е. Картуши су се појавили 500 до 700 година касније. 
| O33 |

| O33 |

- Серех фараона Џета (краљ змија) из Прве династије (Музеј Лувр)
- Стела фараона Ранеба из Друге династије (Музеј Метрополитен)

## Детаљи
Симбол серек је вертикални правоугаоник, на чијем врху стоји соко (симбо бога Хоруса) или у неколико случајева симбол бога Сета. То су били небески заштитници именованог фараона. Горњи део симбола представља двориште, а доњи фасаду краљевске палате. Фасада је посељена на нише. Не постоје строга правила за изглед сереха, и они су веома разнолики.
У сереху је исписано име фараона (види још: Хорусово име, Сетово име). Они су коришћени као краљевски жиг и знак поштовања фараона. 